# Barys Pukhouski
Barys Pukhouski, née le 3 janvier 1987 à Malaryta, est un handballeur international biélorusse évoluant au poste de demi-centre.

## Résultats

### En club
Son palmarès en compétitions nationales est :
- Vainqueur du Championnat de Biélorussie en 2010 et 2011
- Vainqueur du Championnat d'Ukraine (7) : 2016, 2017, 2018, 2019, 2020, 2021, 2022
- Vainqueur de la Coupe d'Ukraine (6) : 2016, 2017, 2018, 2019, 2020, 2021
- Vainqueur de la Supercoupe d'Ukraine (uk) (5) : 2015, 2016, 2017, 2018, 2021

### En sélection
Son parcours en compétitions internationales est :
- 15e place au championnat d'Europe 2008
- 15e place au championnat du monde 2013
- 12e place au championnat d'Europe 2014
- 18e place au championnat du monde 2015
- 10e place au championnat d'Europe 2016
- 11e place au championnat du monde 2017
- 10e place au championnat d'Europe 2018
- 10e place au championnat d'Europe 2020